# Гантелі

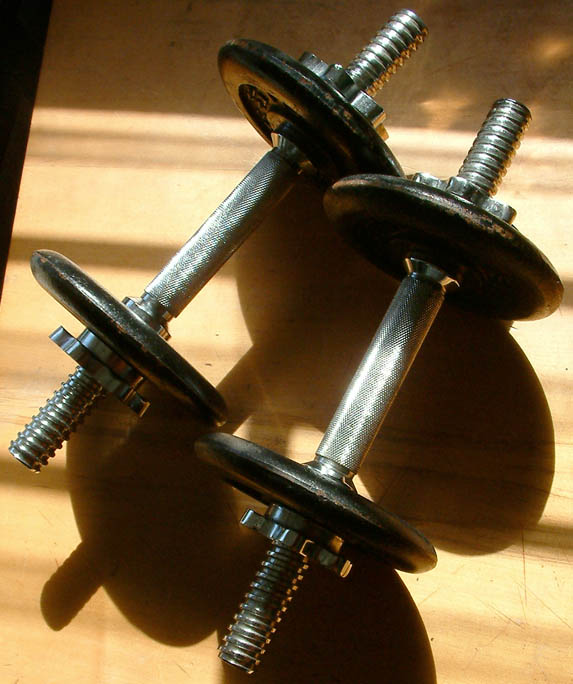
Гантелі

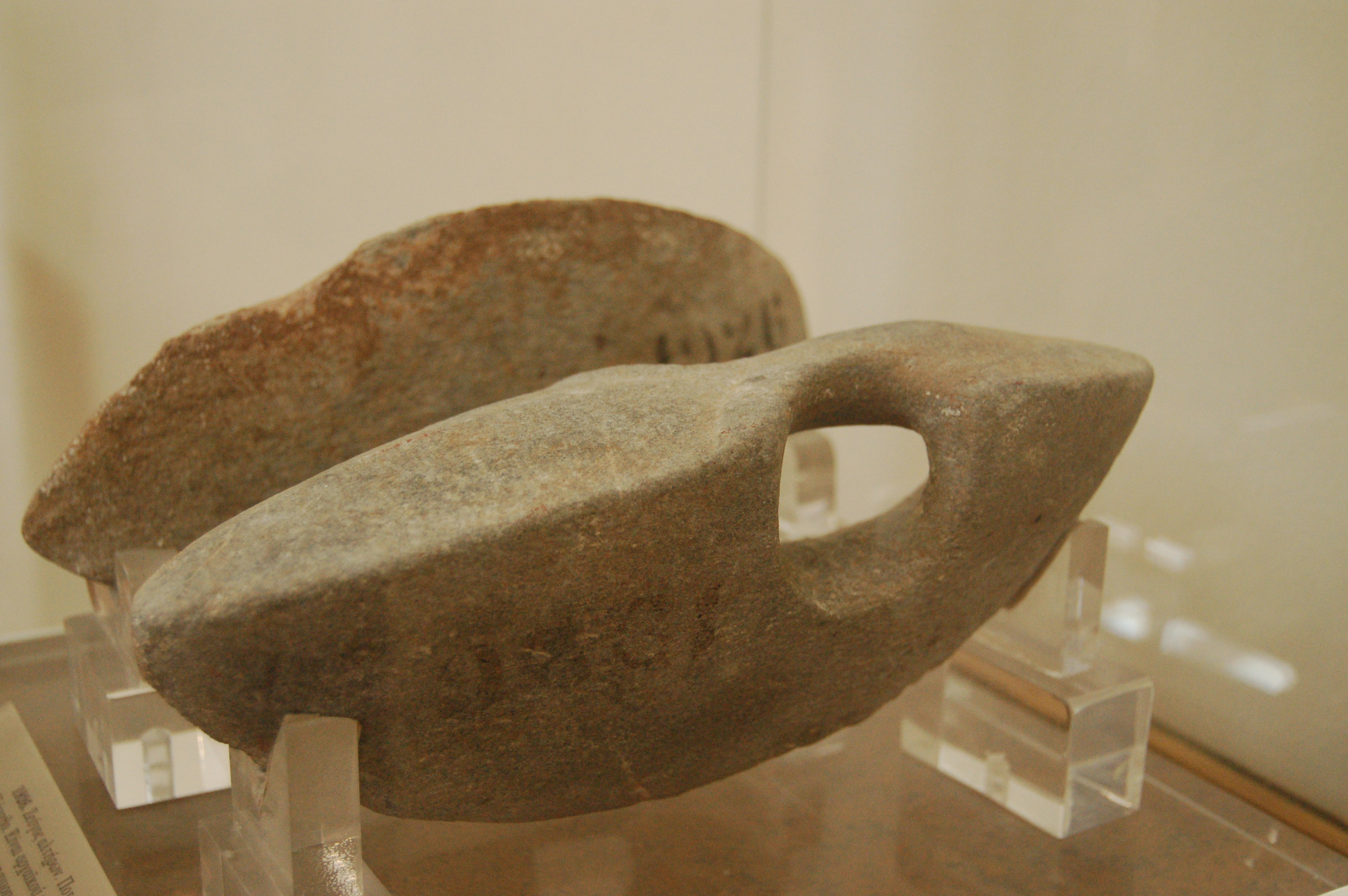
Гантелі, що використовувалися на змаганнях у Давній Греції Національний археологічний музей (Афіни)

Ганте́лі (однина ганте́ль; нім. Hantel) — спеціальні гирі, призначені для розвитку м'язів, зміцнення суглобів. Гантелі бувають двох видів: суцільнолиті і розбірні. Як правило, класичні суцільнолиті гантелі мають форму двох куль, сполучених посередині руків'ям для захоплення рукою. Нині суцільнолиті гантелі мають форму циліндрів, сполучених ручкою і часто обрізаних.
Циліндрична форма робить можливою постановку важкої гантелі торцем на передню поверхню стегна у підготовчій фазі такої вправи, як «жим гантелей на горизонтальній лаві», що неможливо виконати з гантелей класичної форми при використанні значної ваги. Так само, сучасні суцільнолиті гантелі робляться шестигранними у перерізі, щоб не скочувалися по підлозі. Розбірний варіант складається з кількох круглих дисків на грифі, що надає переваги у корегуванні ваги для різних вправ чи поступового збільшення навантажень.

### Перевага гантель
Головна перевага вправ з гантелями перед вправою зі штангою полягає у збільшенні траєкторії руху завдяки відсутності грифа штанги, якій у деяких вправах (наприклад, у жимі лежачи) впираючись у груди у кінцевій точці амплітуди, її навпаки скорочує. Таким чином, виконання більшості жимових вправ забезпечує більш сильне розтягнення м'язів, чим покращує їх форму та зовнішній вигляд. Виконання вправ з гантелями безпечніше з точки зору навантаження на ліктьові та плечові суглоби, а також на всю опорно-рухову систему. Гантелі дають можливість робити вправи двома руками та кожною по черзі. У плані варіативності навантаження два снаряди мають більше переваг, ніж одна штанга.